# Ophichthus kunaloa
Ophichthus kunaloa är en fiskart som beskrevs av Mccosker, 1979. Ophichthus kunaloa ingår i släktet Ophichthus och familjen Ophichthidae. Inga underarter finns listade i Catalogue of Life.